# 天主教新加坡總教區
天主教新加坡總教區（Archidioecesis Singaporensis）是天主教會一個總教區，直轄於聖座，範圍包括新加坡全境。現任總主教為吳成才樞機。座堂為善牧主教座堂。
2006年教區分為五區，有廿七個堂區、三十座聖堂、一座修道院。教友有170,223人、司鐸143人、修士69人、修女138人。慈善機構18所、教育機構52所。

## 歷史
1558年起屬馬六甲教區。1844年自暹羅代牧區劃出，建立馬六甲-新加坡代牧區。1888年馬六甲教區恢復，又歸於旗下。1953年教區升格為總主教區。1972年總主教區分為本總教區和馬六甲-柔佛教區。

## 歷任總主教
- 孟彌額爾（Michel Olçomendy）
- 楊瑞元
- 謝益裕
- 吳成才